# 科隆游戏实验室
科隆游戏实验室（英語：Cologne Game Lab (CGL)）是由 Björn Bartholdy 和 Gundolf S.Freyermuth 在2010年成立的高等教育機構，為科隆應用技術大學藝術學院（德語：Fakultät für Kulturwissenschaften）構成院校之一，並於初期獲得歐洲區域發展基金（ERDF）和歐洲社會基金（ESF）的「目標2」（Objective 2）資助。科隆国际电影学校（IFS）、丹麥電影學院、EA和Ubisoft Blue Byte均為其合作夥伴。 
科隆遊戲實驗室旨在進一步培训互動型內容人才，並著重研究和开发非线性結構的互动游戏和影视。該校提供以英语授課学士及碩士学位课程，涵蓋電子遊戲、3D動畫及游戏设计及开发三大範疇。目前該校有九名教授及來自30多個國家的300名学生。

## 活動

### Clash of Realities
科隆遊戲實驗室每年都會連同科應大與IFS、EA等學術及產業機構舉辦研討會「Clash of Realities」，探討電子遊戲的藝術設計、技術發展和社會知覺，以及遊戲的文化傳播。

### 全球遊戲創作營
科隆游戏实验室自2010年起參與舉辦遊戲即興創作活動「全球遊戲創作」（Global Game Jam）的科隆場，並商借姊妹校科隆国际设计学院（KISD）場地。

## 另見
- 科隆應用技術大學

## 外部連結
- 官方网站 （页面存档备份，存于）
- Clash of Realities （页面存档备份，存于）